# Осерське графство
Осерське графство (фр. Comté d'Auxerre) — середньовічне феодальне володіння в сучасній центральній Франції зі столицею в місті Осер. Графство протягом більшості часу свого існування входило до складу Бургундського герцогства.

## Історія
Першим відомим графом є сподвижник Карла Великого Герменольд, який отримав від короля франків Осер у 771 році. Після нього було декілька інших графів, а в 859 році король Західної Франкії Карл Лисий передав Осерське графство своєму двоюрідному брату Конраду II. Останній підняв повстання і його було позбавлено графства, яке натомість було надано графу Паризькому Роберту Сильному .
Після смерті Роберта в 866 році, усі його титули перейшли до Гуго Абата, який також був братом Конрада II. Гуго довірив Осер уповноваженому графу Гірбольду, а потім віддав його як придане своїй племінниці Аделаїді, яка вийшла заміж за герцога Бургундського Річарда I. Надалі Річард і наступні герцоги Бургундські призначили в Осері віконтів, першим з яких був певний Рейнард.
Протягом другої половини X століття графи Осерські невідомі. В той же час два єпископи Осерські де-факто перебирали на себе цю функцію. Перший — Еріберт, зведений брат герцога франків Гуго Капета, а другий — Гуго де Шалон. Епископи благоволили робертинам які отримували в графстві території.
Зрештою графство повернулося до капетингів, і на початку XI століття король Роберт II Побожний віддав його як посаг своїй доньці Аделаїді, яка вийшла заміж за Рено I Неверського. Останній став спадковим графом Осерським і Неверським і почав конфліктувати з осерським єпископом.
Протягом наступних двох з половиною століть Осерське і Неверське графства залишалися під єдиною владою, аж до смерті графині Матильди II у 1262 році. Її три доньки розділили спадок між собою і Осерське графство отримала Алікс, одружена з Жаном I Шалонським.
У 1370 році Жан IV Шалонський продав Осерське графство королю Франції, який включив графство до складу королівського домену і зробив на його території королівський бейлівік.
У 1435 році за Аррасським мирним договором між королем Франції Карлом VII і герцогом Бургундії Філіпом III Добрим, Осер було віднесено до Бургундського герцогства, яке, в свою чергу, було остаточно приєднано до Французького королівства, як королівський апанаж. У 1477 році Жан Рапін став першим губернатором, призначеним королем Франції.

## Осерське віконтство
Осерське віконтство з'явилось приблизно в 900 році з призначенням Ренара або Рейнара Річардом І, герцогом Бургундським і графом Осерським з 888 року.
Віконт Ренар був братом Манассеса I Шалонського, видатної особи та союзника Річарда Бургундського. Він втрутився в призначення єпископа міста, Жерана, а пізніше вступив з єпископом у конфлікт через конфіскацію церковних земель Гі та Нарсі.
Наприкінці XII ст століття Осерське віконтство знаходилось в руках сера Наржо де Тусі, який став останнім віконтом в історії Осера. Після нього титул віконта Осерського не використовувався або приєднувався до титулу графа. Згодом управління було доручено судовим виконавцям.
У місцевій топоніміці площа Плас-де-Веен біля графського замку в місті Осер отримала свою назву від спотвореного слова віконт — «véen».